# Goldstar
Goldstar (hebrejsky: גולדסטאר) je izraelské pivo, který je druhově tmavým ležákem tzv. mnichovského typu. Vaří se od roku 1950, kdy jej na trh uvedl pivovar Cabeer. Jeho stávajícím výrobcem je největší izraelský pivovar Tempo Beer Industries sídlící v Netanji. Pivo Goldstar je vyráběno tradičními postupy z kvalitního evropského sladu, který mu dává hlubokou a bohatou chuť. Obsahuje 4,9 % alkoholu.
V lednu 2007 byl na trh uveden Goldstar Light, kterým se Tempo Beer Industries pokouší oslovit širší skupinu zákazníků. Tato variace obsahuje 29 kalorií a 4 % alkoholu.
Podle vrchního rabinátu v Netanji v Izraeli je toto pivo košer.